# 西川長夫
西川 長夫（にしかわ ながお、1934年5月1日 - 2013年10月28日）は、フランス文学者。立命館大学名誉教授。専門は、比較文化論、フランス研究、アルチュセール、カール・マルクスなど。近年の国民国家論および国民国家批判の学問的潮流を作った。

## 略歴
- 1934年 朝鮮・平安北道江界郡（現：江界市）生まれ。
- 1960年 京都大学文学部フランス語フランス文学科卒業、同大学大学院文学研究科進学
- 1962年 同修士課程修了（文学修士）。同博士課程進学
- 1965年 京都大学文学研究科博士課程単位取得退学
- 1967年-1969年 パリ大学文学部（ソルボンヌ）博士課程に留学。
- 1969年 立命館大学文学部助教授
- 1974年 同大学文学部教授
- 1975年 同大学休職、パリ第3大学東洋語東洋文化研究所講師
- 1977年 立命館大学文学部教授（復職、2007年まで）
- 1983年 モントリオール大学客員教授（1985年まで）
- 1988年 同大学国際関係学部教授（組織変更）
- 1991年 文学博士（立命館大学、学位請求論文『フランスの近代とボナパルティズム』）
- 2000年 同大学院先端総合学術研究科教授
- 2013年10月28日 胆管癌のため京都市左京区の自宅で死去[2]。

## 著作

### 単著
- 『ミラノの人スタンダール』（小学館創造選書 1981年）
- 『スタンダールの遺書』（白水社 1981年）
- 『フランスの近代とボナパルティズム』（岩波書店 1984年）
- 『日本の戦後小説―廃墟の光』（岩波書店 1988年）
- 『国境の越え方―比較文化論序説』（筑摩書房 1992年/平凡社ライブラリー 2001年）
- 『地球時代の民族＝文化理論 - 脱「国民文化」のために』（新曜社 1995年）
- 『国民国家論の射程―あるいは「国民」という怪物について』（柏書房 1998年 増補版 2012年）
- 『フランスの解体？―もうひとつの国民国家論』（人文書院 1999年）
- 『戦争の世紀を越えて―グローバル化時代の国家・歴史・民族』（平凡社 2002年）
- 『〈新〉植民地主義論―グローバル化時代の植民地主義を問う』（平凡社 2006年）
- 『日本回帰・再論―近代への問い、あるいはナショナルな表象をめぐる闘争』（人文書院 2008年）
- 『パリ五月革命私論―転換点としての68年』（平凡社新書 2011年/増補版・平凡社ライブラリー 2018年）
- 『植民地主義の時代を生きて』（平凡社 2013年）

### 共編著
- （中原章雄）『講座現代日本社会の構造変化（6）戦後価値の再検討』（有斐閣, 1986年）
- （末川清・松宮秀治）『ロマン主義の比較研究』（有斐閣, 1989年）
- （竹内実）『比較文化キーワード - グローバル時代を読み解く75の鍵』（サイマル出版会, 1994年）
- （松宮秀治）『『米欧回覧実記』を読む - 1870年代の世界と日本』（法律文化社, 1995年）
- （松宮秀治）『幕末・明治期の国民国家形成と文化変容』（新曜社, 1995年）
- （宮島喬）『ヨーロッパ統合と文化・民族問題 - ポスト国民国家時代の可能性を問う』（人文書院, 1995年）
- （渡辺公三、ガヴァン・マコーマック）『多文化主義・多言語主義の現在 - カナダ・オーストラリア・そして日本』（人文書院, 1997年）
- （山口幸二・渡辺公三）『アジアの多文化社会と国民国家』（人文書院, 1998年）
- （渡辺公三）『世紀転換期の国際秩序と国民文化の形成』（柏書房, 1999年）
- （原毅彦）『ラテンアメリカからの問いかけ - ラス・カサス、植民地支配からグローバリゼーションまで』（人文書院, 2000年）
- （姜尚中・西成彦）『20世紀をいかに越えるか - 多言語・多文化主義を手がかりにして』（平凡社, 2000年）
- （大空博・姫岡とし子・夏剛）『グローバル化を読み解く88のキーワード』（平凡社, 2003年）
- （高橋秀寿）『グローバリゼーションと植民地主義』（人文書院、2009年）

### 訳書
- マドレーヌ・リフォ『解放戦争の20年』（理論社, 1965年）
- ルイ・アルチュセール『レーニンと哲学』（人文書院, 1970年）
- モーリス・デュヴェルジェ『ヨーロッパの政治構造 - 人民なき民主主義』（合同出版, 1974年）
- ルイ・アルチュセール『政治と歴史 - モンテスキュー・ルソー・ヘーゲルとマルクス』（紀伊國屋書店, 1974年）
- ルイ・アルチュセール『歴史・階級・人間 - ジョン・ルイスへの回答』（福村出版, 1974年）
- ルイ・アルチュセール『国家とイデオロギー』（福村出版, 1975年）
- ルイ・アルチュセール『自己批判 - マルクス主義と階級闘争』（福村出版, 1978年）
- ジャック・ソレ『性愛の社会史 - 近代西欧における愛』（人文書院, 1985年）
- ベアトリス・ディディエ『日記論』（松籟社, 1987年）
- ジュゼッペ・ピントルノ編『スタンダール - スカラ座にて』（音楽之友社, 1993年）
- ルイ・アルチュセール『マルクスのために』（平凡社［平凡社ライブラリー］, 1994年）
- リン・ハント『フランス革命と家族ロマンス』（平凡社, 1999年）
- ルイ・アルチュセール『再生産について - イデオロギーと国家のイデオロギー諸装置』（平凡社, 2005年）

### 辞書
- 『クラウン仏和辞典』（三省堂 編者の一人として）